# Wanurejo
Wanurejo is een bestuurslaag in het regentschap Magelang van de provincie Midden-Java, Indonesië. Wanurejo telt 3992 inwoners (volkstelling 2010).